# Euparatettix similis
Euparatettix similis är en insektsart som beskrevs av Hancock, J.L. 1907. Euparatettix similis ingår i släktet Euparatettix och familjen torngräshoppor. Inga underarter finns listade i Catalogue of Life.